# Lijst van voetbalinterlands Haïti - Saint Lucia
Deze lijst van voetbalinterlands is een overzicht van alle officiële voetbalwedstrijden tussen de nationale teams van Haïti en Saint Lucia. De landen speelden tot op heden vijf keer tegen elkaar. De eerste ontmoeting, een kwalificatiewedstrijd voor de Caribbean Cup 2001, werd gespeeld in Port-au-Prince op 13 april 2001. Het laatste duel, een kwalificatiewedstrijd voor het Wereldkampioenschap voetbal 2026, vond plaats op 6 juni 2024 in Bridgetown (Barbados).

## Wedstrijden
| № | Plaats         | Datum             | Competitie                                   | Wedstrijd           | Uitslag |
| - | -------------- | ----------------- | -------------------------------------------- | ------------------- | ------- |
| 1 | Port-au-Prince | 13 april 2001     | Caribbean Cup 2001 kwalificatie              | Haïti – Saint Lucia | 3 − 2   |
| 2 | Kingston       | 29 maart 2003     | CONCACAF Gold Cup 2003 kwalificatie          | Saint Lucia − Haïti | 2 − 1   |
| 3 | Kingston       | 30 september 2006 | Caribbean Cup 2007 kwalificatie              | Saint Lucia − Haïti | 1 − 7   |
| 4 | Fort-de-France | 16 oktober 2018   | CONCACAF Nations League 2019/20 kwalificatie | Saint Lucia − Haïti | 1 − 2   |
| 5 | Bridgetown     | 6 juni 2024       | WK 2026 kwalificatie                         | Haïti − Saint Lucia | 2 − 1   |

## Samenvatting
| Competitie                           | Totaal gespeeld | Winst Haïti | Gelijk | Winst Saint Lucia | Doelsaldo Haïti – Saint Lucia |
| ------------------------------------ | --------------- | ----------- | ------ | ----------------- | ----------------------------- |
| WK-kwalificatie                      | 1               | 1           | 0      | 0                 | 2 − 1                         |
| CONCACAF Gold Cup-kwalificatie       | 1               | 0           | 0      | 1                 | 1 − 2                         |
| CONCACAF Nations League-kwalificatie | 1               | 1           | 0      | 0                 | 2 − 1                         |
| Caribbean Cup-kwalificatie           | 2               | 2           | 0      | 0                 | 10 − 3                        |
| Totaal                               | 5               | 4           | 0      | 1                 | 15 − 7                        |

FHF · A-internationals · Selecties · Bondscoaches · Haïtiaans vrouwenelftal ·  Haïti U21 · Haïti U20 · Haïti U19 · Haïti U18 · Haïti U17
1925 ·
1926 ·
1927–1931 · 
1932 ·
1933 · 
1934 ·
1935–1937 · 
1938 ·
1939 ·
1940–1943 · 
1944 ·
1945–1947 · 
1948 ·
1949 ·
1950 ·
1951 ·
1952 ·
1953 ·
1954 ·
1955 · 
1956 ·
1957 ·
1958 ·
1959 ·
1960 · 
1961 ·
1962 ·
1963 ·
1964 ·
1965 ·
1966 ·
1967 ·
1968 ·
1969 ·
1970 · 
1971 ·
1972 ·
1973 ·
1974 ·
1975 ·
1976 ·
1977 ·
1978 ·
1979 ·
1980 ·
1981 ·
1982 · 
1983 ·
1984 ·
1985 ·
1986–1988 · 
1989 ·
1990 · 
1991 ·
1992 ·
1993 · 
1994 ·
1995 · 
1996 ·
1997 ·
1998 ·
1999 ·
2000 ·
2001 ·
2002 ·
2003 ·
2004 ·
2005 ·
2006 ·
2007 ·
2008 ·
2009 ·
2010 ·
2011 ·
2012 ·
2013 ·
2014 ·
2015 ·
2016 ·
2017 ·
2018 ·
2019 ·
2020 ·
2021 ·
2022 ·
2023 ·
2024
Amerikaanse Maagdeneilanden ·
Antigua en Barbuda ·
Argentinië ·
Aruba ·
Bahama's ·
Bahrein ·
Barbados ·
Belize ·
Bermuda ·
Bolivia ·
Brazilië ·
Britse Maagdeneilanden ·
Canada ·
Chili ·
China ·
Colombia ·
Costa Rica ·
Cuba ·
Curaçao ·
Dominica ·
Dominicaanse Republiek ·
Ecuador ·
El Salvador ·
Grenada ·
Guatemala ·
Guyana ·
Honduras ·
Italië ·
Jamaica ·
Japan ·
Jordanië ·
Kaaimaneilanden ·
Kosovo ·
Mexico ·
Montserrat ·
Nederlandse Antillen ·
Nicaragua ·
Oman ·
Panama ·
Peru ·
Polen ·
Puerto Rico ·
Qatar ·
Saint Kitts en Nevis ·
Saint Lucia ·
Saint Vincent en de Grenadines ·
Spanje ·
Suriname ·
Syrië ·
Trinidad en Tobago ·
Turks- en Caicoseilanden ·
Uruguay ·
Venezuela ·
Verenigde Arabische Emiraten ·
Verenigde Staten ·
Zuid-Korea
SLFA · Saint Luciaans vrouwenelftal
Amerikaanse Maagdeneilanden ·
Anguilla ·
Antigua en Barbuda ·
Aruba ·
Barbados ·
Bermuda ·
Britse Maagdeneilanden ·
Canada ·
Cuba ·
Curaçao ·
Dominica ·
Dominicaanse Republiek ·
El Salvador ·
Grenada ·
Guatemala ·
Guyana ·
Haïti ·
Jamaica ·
Kaaimaneilanden ·
Montserrat ·
Nederlandse Antillen ·
Panama ·
Puerto Rico ·
Saint Kitts en Nevis ·
Saint Vincent en de Grenadines ·
San Marino ·
Suriname ·
Trinidad en Tobago ·
Turks- en Caicoseilanden